# ماشین یادگیری منطقی
ماشین یادگیری منطقی (به انگلیسی: Logic Learning Machine)، یکی از روش‌های یادگیری ماشین بر اساس ایجاد قوانین قابل فهم است. LLM یک روش پیاده‌سازی شده کارآمد از الگوی شبکه عصبی سوئیچینگ (SNN) است، این شیوه توسط مارکو موسلی، پژوهشگر ارشد در مرکز تحقیقات ملی ایتالیا (CNR-IEIIT) در جنوا توسعه یافته‌است.
LLM در بخش‌های مختلف بسیاری، از جمله زمینه پزشکی (طبقه‌بندی بیماران ارتوپدی، تجزیه و تحلیل ریز آرایه DNA و همچنین سیستم‌های پشتیبانی تصمیم‌گیری بالینی)، خدمات مالی و مدیریت زنجیره غذایی استفاده شده‌است.

## تاریخچه
شیوه شبکه عصبی سوئیچینگ در دهه ۱۹۹۰ برای غلبه بر مشکلاتی که رایج‌ترین روش‌های یادگیری ماشین داشتند، به وجود آمد. مخصوصاً، روش‌های جعبه سیاه، مانند پرسپترون چندلایه و ماشین بردار پشتیبان که دقت خوبی داشتند اما نمی‌توانستند درک عمیقی از پدیده مورد مطالعه در اختیار قرار دهند. ازطرف دیگر، روش درختان تصمیم‌گیری به خوبی قابلیت توصیف پدیده را داشتند اما اغلب دارای خطا بودند. شبکه‌های عصبی سوئیچینگ با به‌کارگیری جبر بولین توانست مجموعه ای از قوانین قابل فهم بساز تا عملکرد بهتری داشته باشد. در سال ۲۰۱۴، یک نسخه کارآمد از شبکه عصبی سوئیچینگ در مجموعه Rulex با نام Logic Learning Machine توسعه و پیاده‌سازی شد. همچنین، یک نسخهِ LLM آن به مشکلات رگرسیون اختصاص داده شده.

## نگاه جامع
مانند دیگر روش‌های یادگیری ماشین، LLM از داده‌ها برای ساختن مدلی که توانایی پیش‌بینی درست رفتارهای آینده را دارد استفاده می‌کند. LLM در ابتدا با به کار گرفتن یک جدول شامل یک متغیر هدف (خروجی) و تعدادی ورودی شروع می‌کند و مجموعه ای از قوانین را برای برگرداندن مقدار خروجی {\displaystyle y} متناسب با ورودی داده شده ایجاد می‌کند. این قانون به صورت زیر نوشته شده‌است:
{\displaystyle {\textbf {if}}{\text{ }}premise{\text{ }}{\textbf {then}}{\text{ }}consequence}
اول مقدمه، سپس نتیجه
بدین صورت که نتیجه شامل مقدار خروجی است اما مقدمه شامل یک یا چند شرط از ورودی‌ها است. با توجه به نوع داده ورودی، شروط متفاوتی می‌توانند ایجاد شود:
- برای متغیرهای طبقه‌بندی شده، مقدار ورودی باید در یک زیرمجموعه معین باشد : {\displaystyle x_{1}\in \{A,B,C,...\}} .
- برای متغیرهای مرتب شده، شرط به صورت یک نابرابری یا یک بازه نوشته می‌شود: {\displaystyle x_{2}\leq \alpha } یا {\displaystyle \beta \leq x_{3}\leq \gamma }

بنابراین، قانون احتمالی بدین شکل است:
{\displaystyle {\textbf {if}}{\text{ }}x_{1}\in \{A,B,C,...\}{\text{ AND }}x_{2}\leq \alpha {\text{ AND }}\beta \leq x_{3}\leq \gamma {\text{ }}{\textbf {then}}{\text{ }}y={\bar {y}}}

## انواع
بر اساس نوع داده خروجی، نسخه‌های متفاوتی از ماشین یادگیری منطقی طبقه‌بندی شده‌است:
- ماشین یادگیری منطقی برای طبقه‌بندی، زمانی که خروجی یک متغیر طبقه‌بندی شده‌است، که می‌تواند مقادیر را در یک مجموعه محدود فرض کند.
- ماشین یادگیری منطقی برای رگرسیون، زمانی که خروجی یک عدد صحیح یا واقعی باشد.

1. ↑  Muselli, Marco (2006). "Switching Neural Networks: A new connectionist model for classification" (PDF). WIRN 2005 and NAIS 2005, Lecture Notes on Computer Science. 3931: 23–30.
2. ↑  Mordenti, M.; Ferrari, E.; Pedrini, E.; Fabbri, N.; Campanacci, L.; Muselli, M.; Sangiorgi, L. (2013). "Validation of a New Multiple Osteochondromas Classification Through Switching Neural Networks". American Journal of Medical Genetics Part A. 161 (3): 556–560. doi:10.1002/ajmg.a.35819. PMID 23401177.
3. ↑  Cangelosi, D.; Muselli, M.; Blengio, F.; Becherini, P.; Versteeg, R.; Conte, M.; Varesio, L. (2013). "Use of Attribute Driven Incremental Discretization and Logic Learning Machine to build a prognostic classifier for neuroblastoma patients". Bits2013. 15: S4. doi:10.1186/1471-2105-15-S5-S4. PMC 4095004. PMID 25078098.
4. ↑  Parodi, S.; Filiberti, R.; Marroni, P.; Montani, E.; Muselli, M. (2014). "Differential diagnosis of pleural mesothelioma using Logic Learning Machine". Bits2014. 16: S3. doi:10.1186/1471-2105-16-S9-S3. PMC 4464205. PMID 26051106.
5. ↑  "Rulex: a software for knowledge extraction from data". Italian National Research Council. Archived from the original on 23 September 2015. Retrieved 7 March 2015.